# 贵阳快速公交
贵阳市快速公交系统（英語：Guiyang Bus Rapid Transit，又称“中环快速公交”）是贵州省贵阳市的快速公交系统（BRT），于2017年2月13日正式开通。贵阳快速公交设有4条主线及9条支线，均途经贵阳中环路。

## 历史
作为贵州省省会，贵阳中心城区人口密度大，交通出行需求大，但长久以来贵阳的公共交通过度依赖常规公交，且常规公交运行效率低下，2014年贵阳公交高峰时段平均运营时速仅达10公里/小时，堵车时只有7公里/小时。2013年，贵阳市政府出台《贵阳市中心城区畅通工程二期实施方案》，提出建设1.5环（中环路），并同步建设1.5环快速公交系统，2014年，贵阳中环路开工建设。
2016年11月，贵阳快速公交首批车辆到达贵阳并开始进行检测。中环路在同年12月31日开通，快速公交系统同步进行调试和试运营。
2017年1月21日，贵阳快速公交B1、B2、B3路三条主线开通试运行，贵阳公交258、292路调整线路成为快速公交系统支线，在快速公交部分车站与三条主线同台换乘，另有99条常规公交线路接驳快速公交。试运行期间乘客免费乘坐，当天运送乘客约31500人次。贵阳快速公交于2月13日正式投入服务并开始收费，票价2元/人次，除购买单程票外，乘客也可使用贵阳常规公交IC卡乘车。
2017年8月，贵阳快速公交系统新开通B4路，调整B3路，并调整B247、B259、B224、B267、B268、B236、B242七条公交线路行经中环路，快速公交系统主线增加至4条，支线增加至9条，系统覆盖面由原先的云岩、南明、观山湖，增加覆盖火车站、金阳客车站、花果园、新添寨、白云、花溪区及老城核心区，运营车辆由50台增加至132台。

## 线路
目前贵阳快速公交系统共有4条主线和9条支线，主线行驶中环路全线，支线由常规公交调整而来，连接市政道路和中环路快速公交站台实现接驳。
| 线路 | 两端终点站                    | 启用时间      | 运营时间                                          | 车站数    | 线路长度 |
| ---- | ----------------------------- | ------------- | ------------------------------------------------- | --------- | -------- |
| B1   | 贵阳北站环行                  | 2017年2月13日 | 06:30-22:00                                       | 25站      | 34.5公里 |
| B2   | 贵阳北站环行                  | 2017年2月13日 | 06:30-22:00                                       | 25站      | 34公里   |
| B3   | 渔安公交枢纽环行              | 2017年2月13日 | 06:30-22:00                                       | 37站      | 37.5公里 |
| B4   | 渔安公交枢纽环行              | 2017年8月15日 | 06:30-22:00                                       | 39站      | 39公里   |
| B224 | 金阳客站 - 火车站             | 2017年8月10日 | 06:30-22:00                                       | 21站      | 23.8公里 |
| B236 | 花果园湿地公园 - 贵铝文体中心 | 2017年8月12日 | 06:30-21:00                                       | 21站      | 23.1公里 |
| B242 | 花果园湿地公园 - 贵阳汽贸城   | 2017年8月12日 | 花果园湿地公园 06:30-18:30 贵阳汽贸城 08:00-20:00 | 33站/36站 | 30.7公里 |
| B247 | 〇八三厂 - 小河平桥           | 2017年8月8日  | 06:30-20:00                                       | 27站      | 24.6公里 |
| B258 | 龙洞堡客站 - 乐湾国际城       | 2017年2月13日 | 龙洞堡客站 06:30-20:00 乐湾国际城 06:30-20:00     | 27站/28站 | 27.5公里 |
| B259 | 花果园湿地公园 - 金阳客站     | 2017年8月10日 | 06:30-20:00                                       | 19站/24站 | 23.6公里 |
| B267 | 贵阳北站 - 溪北路             | 2017年8月11日 | 贵阳北站 06:30-20:00 溪北路 07:40-21:10           | 10站/12站 | 25.7公里 |
| B268 | 贵阳北站 - 〇八三厂           | 2017年8月11日 | 贵阳北站 06:30-19:00 〇八三厂 07:30-20:00         | 19站      | 16.8公里 |
| B292 | 碧海商业广场 - 小河平桥       | 2017年2月13日 | 06:30-20:00                                       | 27站/28站 | 24.7公里 |

## 票务
贵阳BRT实行2元一票制，使用贵阳公交IC卡则为1.8元。乘客也可使用手机扫码支付乘车。在各主线和支线之间无限换乘2小时内免费。
贵阳BRT在站台设收费区，乘客需提前购票或使用储值票刷卡过闸进站乘车。

## 车辆
贵阳BRT目前共有132辆运营车辆，其中包括6辆18米三门铰接客车（北汽福田车型）和44辆12米长奇瑞万达贵州客车，此50辆车均以液化天然气为燃料。6辆18米客车为左侧开门，实行先下后上，44辆12米长客车用于BRT支线，两侧均设有车门，方便在普通道路上停靠。

## 设施
贵阳BRT系统在中环路设置29公里长的专用道，社会车辆只可借道通行，长期占用将被罚款50元，BRT车辆和专用道沿线设有闭路电视抓拍。但高峰期车流量高时仍有不少社会车辆占用，系统启用半年后BRT车站范围内已发生97起社会车辆导致的交通事故，直接经济损失达百万余元。
中环路沿线设26个BRT站点及3个公交枢纽站。车站设在中环路中央或隧道内的专用车道，通过人行天桥或隧道连接普通道路，其中黔春站站台离地面58米，乘客需转乘3次扶手电梯才能到达站台。枢纽站为科技学院、新寨路和黔春路公交枢纽。此外各主线有部分车站设于普通道路沿线。
贵阳BRT设4个停保场：贵阳北站停保场、中天一号停保场、贵钢停保场、杨柳井停保场。